# TJ Baník Šardice
TJ Baník Šardice (celým názvem: Tělovýchovná jednota Baník Šardice) je český fotbalový klub, který sídlí v Šardicích v Jihomoravském kraji. Založen byl roku 1934. Od sezony 2018/19 působí v I. B třídě Jihomoravského kraje – sk. C (7. nejvyšší soutěž).
Nejslavnějším odchovancem klubu je bývalý československý reprezentační útočník Ivo Knoflíček.

## Vývoj názvu
- 1934 – SK Šardice (Sportovní klub Šardice)
- 1952 – sloučení DSO Šardice a Sokol Horník Šardice
- 1953 – DSO Baník Šardice (Dobrovolná sportovní organisace Baník Šardice)
- 1957 – TJ Baník Šardice (Tělovýchovná jednota Baník Šardice)
- 2001 – TJ ŽHS Šardice (Tělovýchovná jednota Železářská holdingová společnost Šardice)[2]
- 2003 – FK Šardice (Fotbalový klub Šardice)[3]
- 2018 – TJ Baník Šardice (Tělovýchovná jednota Baník Šardice)[4]

## Umístění v jednotlivých sezonách
Stručný přehled
Zdroj: 
- 1935–1936: IV. třída BZMŽF – IV. okrsek
- 1946–1947: I. B třída BZMŽF – III. okrsek
- 1989–1994: Okresní přebor Hodonínska
- 1994–1995: I. B třída Středomoravské župy – sk. C
- 1995–1997: I. A třída Středomoravské župy – sk. B
- 1997–2002: Středomoravský župní přebor
- 2002–2005: Přebor Jihomoravského kraje
- 2005–2007: Divize D
- 2007–2008: Přebor Jihomoravského kraje
- 2008–2010: Divize D
- 2011–2017: Okresní soutěž Hodonínska – sk. A
- 2017–2018: Okresní přebor Hodonínska
- 2018–2025: I. B třída Jihomoravského kraje – sk. C
- 2025–:  I. A Jihomoravského kraje – sk. B

Jednotlivé ročníky
Zdroj: 
Legenda: Z – zápasy, V – výhry, R – remízy, P – porážky, VG – vstřelené góly, OG – obdržené góly, +/− – rozdíl skóre, B – body, červené podbarvení – sestup, zelené podbarvení – postup, fialové podbarvení – reorganizace, změna skupiny či soutěže
| Československo (1934 – 1939)             |                                                             |                                                             |                                                             |                                                             |                                                             |                                                             |                                                             |                                                             |                                                             |                                                             |                                                             |
| Sezóny                                   | Liga                                                        | Úroveň                                                      | Z                                                           | V                                                           | R                                                           | P                                                           | VG                                                          | OG                                                          | +/−                                                         | B                                                           | Pozice                                                      |
| ...                                      |                                                             |                                                             |                                                             |                                                             |                                                             |                                                             |                                                             |                                                             |                                                             |                                                             |                                                             |
| 1935/36                                  | IV. třída BZMŽF – IV. okrsek                                | 7                                                           | 14                                                          | 6                                                           | 0                                                           | 8                                                           | 28                                                          | 35                                                          | −7                                                          | 12                                                          | 6.                                                          |
| ...                                      |                                                             |                                                             |                                                             |                                                             |                                                             |                                                             |                                                             |                                                             |                                                             |                                                             |                                                             |
| Protektorát Čechy a Morava (1939 – 1945) |                                                             |                                                             |                                                             |                                                             |                                                             |                                                             |                                                             |                                                             |                                                             |                                                             |                                                             |
| Sezóny                                   | Liga                                                        | Úroveň                                                      | Z                                                           | V                                                           | R                                                           | P                                                           | VG                                                          | OG                                                          | +/−                                                         | B                                                           | Pozice                                                      |
| ...                                      |                                                             |                                                             |                                                             |                                                             |                                                             |                                                             |                                                             |                                                             |                                                             |                                                             |                                                             |
| 1944/45                                  | Končila druhá světová válka, pravidelné soutěže se nehrály. | Končila druhá světová válka, pravidelné soutěže se nehrály. | Končila druhá světová válka, pravidelné soutěže se nehrály. | Končila druhá světová válka, pravidelné soutěže se nehrály. | Končila druhá světová válka, pravidelné soutěže se nehrály. | Končila druhá světová válka, pravidelné soutěže se nehrály. | Končila druhá světová válka, pravidelné soutěže se nehrály. | Končila druhá světová válka, pravidelné soutěže se nehrály. | Končila druhá světová válka, pravidelné soutěže se nehrály. | Končila druhá světová válka, pravidelné soutěže se nehrály. | Končila druhá světová válka, pravidelné soutěže se nehrály. |
| Československo (1945 – 1993)             |                                                             |                                                             |                                                             |                                                             |                                                             |                                                             |                                                             |                                                             |                                                             |                                                             |                                                             |
| Sezóny                                   | Liga                                                        | Úroveň                                                      | Z                                                           | V                                                           | R                                                           | P                                                           | VG                                                          | OG                                                          | +/−                                                         | B                                                           | Pozice                                                      |
| ...                                      |                                                             |                                                             |                                                             |                                                             |                                                             |                                                             |                                                             |                                                             |                                                             |                                                             |                                                             |
| 1946/47                                  | I. B třída BZMŽF – III. okrsek                              | 4                                                           | 26                                                          | 2                                                           | 1                                                           | 23                                                          | 30                                                          | 132                                                         | −102                                                        | 5                                                           | 14.                                                         |
| ...                                      |                                                             |                                                             |                                                             |                                                             |                                                             |                                                             |                                                             |                                                             |                                                             |                                                             |                                                             |
| 1989/90                                  | Okresní přebor Hodonínska                                   | 8                                                           | 30                                                          | 9                                                           | 5                                                           | 16                                                          | 37                                                          | 46                                                          | −9                                                          | 23                                                          | 14.                                                         |
| 1990/91                                  | Okresní přebor Hodonínska                                   | 8                                                           | 26                                                          | 7                                                           | 10                                                          | 9                                                           | 31                                                          | 38                                                          | −7                                                          | 23                                                          | 10.                                                         |
| 1991/92                                  | Okresní přebor Hodonínska                                   | 8                                                           | 26                                                          | ...                                                         | ...                                                         | ...                                                         | ...                                                         | ...                                                         | ...                                                         |                                                             |                                                             |
| 1992/93                                  | Okresní přebor Hodonínska                                   | 8                                                           | 30                                                          | 15                                                          | 3                                                           | 12                                                          | 62                                                          | 54                                                          | +8                                                          | 33                                                          | 7.                                                          |
| Česko (1993 – )                          |                                                             |                                                             |                                                             |                                                             |                                                             |                                                             |                                                             |                                                             |                                                             |                                                             |                                                             |
| Sezóna                                   | Liga                                                        | Úroveň                                                      | Z                                                           | V                                                           | R                                                           | P                                                           | VG                                                          | OG                                                          | +/−                                                         | B                                                           | Pozice                                                      |
| 1993/94                                  | Okresní přebor Hodonínska                                   | 8                                                           | 26                                                          | ...                                                         | ...                                                         | ...                                                         | ...                                                         | ...                                                         | ...                                                         |                                                             |                                                             |
| 1994/95                                  | I. B třída Středomoravské župy – sk. C                      | 7                                                           | 26                                                          | 18                                                          | 4                                                           | 4                                                           | 66                                                          | 24                                                          | +42                                                         | 58                                                          | 1.                                                          |
| 1995/96                                  | I. A třída Středomoravské župy – sk. B                      | 6                                                           | 26                                                          | 19                                                          | 3                                                           | 4                                                           | 64                                                          | 31                                                          | +33                                                         | 60                                                          | 3.                                                          |
| 1996/97                                  | I. A třída Středomoravské župy – sk. B                      | 6                                                           | 24                                                          | 17                                                          | 3                                                           | 4                                                           | 34                                                          | 19                                                          | +15                                                         | 54                                                          | 2.                                                          |
| 1997/98                                  | Středomoravský župní přebor                                 | 5                                                           | 30                                                          | 11                                                          | 9                                                           | 10                                                          | 38                                                          | 36                                                          | +2                                                          | 42                                                          | 7.                                                          |
| 1998/99                                  | Středomoravský župní přebor                                 | 5                                                           | 28                                                          | 9                                                           | 7                                                           | 12                                                          | 43                                                          | 40                                                          | +3                                                          | 34                                                          | 11.                                                         |
| 1999/00                                  | Středomoravský župní přebor                                 | 5                                                           | 30                                                          | 13                                                          | 8                                                           | 9                                                           | 47                                                          | 34                                                          | +13                                                         | 47                                                          | 7.                                                          |
| 2000/01                                  | Středomoravský župní přebor                                 | 5                                                           | 30                                                          | 20                                                          | 7                                                           | 3                                                           | 86                                                          | 26                                                          | +60                                                         | 67                                                          | 2.                                                          |
| 2001/02                                  | Středomoravský župní přebor                                 | 5                                                           | 30                                                          | 16                                                          | 8                                                           | 6                                                           | 54                                                          | 29                                                          | +25                                                         | 56                                                          | 3.                                                          |
| 2002/03                                  | Přebor Jihomoravského kraje                                 | 5                                                           | 30                                                          | 16                                                          | 6                                                           | 8                                                           | 49                                                          | 36                                                          | +13                                                         | 54                                                          | 3.                                                          |
| 2003/04                                  | Přebor Jihomoravského kraje                                 | 5                                                           | 30                                                          | 14                                                          | 7                                                           | 9                                                           | 44                                                          | 37                                                          | +7                                                          | 49                                                          | 4.                                                          |
| 2004/05                                  | Přebor Jihomoravského kraje                                 | 5                                                           | 30                                                          | 13                                                          | 9                                                           | 8                                                           | 40                                                          | 35                                                          | +5                                                          | 48                                                          | 4.                                                          |
| 2005/06                                  | Divize D                                                    | 4                                                           | 30                                                          | 12                                                          | 7                                                           | 11                                                          | 37                                                          | 37                                                          | 0                                                           | 43                                                          | 8.                                                          |
| 2006/07                                  | Divize D                                                    | 4                                                           | 30                                                          | 11                                                          | 2                                                           | 17                                                          | 42                                                          | 57                                                          | −15                                                         | 35                                                          | 14.                                                         |
| 2007/08                                  | Přebor Jihomoravského kraje                                 | 5                                                           | 30                                                          | 19                                                          | 7                                                           | 4                                                           | 87                                                          | 28                                                          | +59                                                         | 64                                                          | 1.                                                          |
| 2008/09                                  | Divize D                                                    | 4                                                           | 30                                                          | 21                                                          | 5                                                           | 4                                                           | 66                                                          | 26                                                          | +40                                                         | 68                                                          | 1.                                                          |
| 2009/10                                  | Divize D                                                    | 4                                                           | 30                                                          | 18                                                          | 7                                                           | 3                                                           | 58                                                          | 18                                                          | +40                                                         | 61                                                          | 1.                                                          |
| 2010/11                                  | Okresní soutěž Hodonínska – sk. A                           | 9                                                           | 26                                                          | 11                                                          | 5                                                           | 10                                                          | 52                                                          | 40                                                          | +12                                                         | 38                                                          | 6.                                                          |
| 2011/12                                  | Okresní soutěž Hodonínska – sk. A                           | 9                                                           | 26                                                          | 12                                                          | 2                                                           | 12                                                          | 43                                                          | 63                                                          | −20                                                         | 38                                                          | 7.                                                          |
| 2012/13                                  | Okresní soutěž Hodonínska – sk. A                           | 9                                                           | 26                                                          | 12                                                          | 4                                                           | 10                                                          | 50                                                          | 48                                                          | +2                                                          | 40                                                          | 6.                                                          |
| 2013/14                                  | Okresní soutěž Hodonínska – sk. A                           | 9                                                           | 26                                                          | 9                                                           | 2                                                           | 15                                                          | 41                                                          | 58                                                          | −17                                                         | 29                                                          | 10.                                                         |
| 2014/15                                  | Okresní soutěž Hodonínska – sk. A                           | 9                                                           | 18                                                          | 5                                                           | 0                                                           | 13                                                          | 25                                                          | 51                                                          | −26                                                         | 15                                                          | 12.                                                         |
| 2015/16                                  | Okresní soutěž Hodonínska – sk. A                           | 9                                                           | 26                                                          | 11                                                          | 3                                                           | 12                                                          | 63                                                          | 43                                                          | +20                                                         | 36                                                          | 7.                                                          |
| 2016/17                                  | Okresní soutěž Hodonínska – sk. A                           | 9                                                           | 22                                                          | 21                                                          | 1                                                           | 0                                                           | 101                                                         | 18                                                          | +83                                                         | 64                                                          | 1.                                                          |
| 2017/18                                  | Okresní přebor Hodonínska                                   | 8                                                           | 26                                                          | 18                                                          | 6                                                           | 2                                                           | 88                                                          | 28                                                          | +60                                                         | 60                                                          | 1.                                                          |
| 2018/19                                  | I. B třída Jihomoravského kraje – sk. C                     | 7                                                           | 24                                                          | 9                                                           | 3                                                           | 12                                                          | 51                                                          | 57                                                          | −6                                                          | 30                                                          | 9.                                                          |
| 2019/20                                  | I. B třída Jihomoravského kraje – sk. C                     | 7                                                           | 13                                                          | 8                                                           | 1                                                           | 4                                                           | 39                                                          | 26                                                          | +13                                                         | 25                                                          | 3.                                                          |
| 2020/21                                  | I. B třída Jihomoravského kraje – sk. C                     | 7                                                           | 9                                                           | 5                                                           | 2                                                           | 2                                                           | 13                                                          | 8                                                           | +5                                                          | 17                                                          | 5.                                                          |
| 2021/22                                  | I. B třída Jihomoravského kraje – sk. C                     | 7                                                           | 26                                                          | 13                                                          | 2                                                           | 11                                                          | 55                                                          | 43                                                          | +12                                                         | 41                                                          | 6.                                                          |
| 2022/23                                  | I. B třída Jihomoravského kraje – sk. C                     | 7                                                           | 26                                                          | 16                                                          | 7                                                           | 3                                                           | 65                                                          | 21                                                          | +44                                                         | 55                                                          | 2.                                                          |
| 2023/24                                  | I. B třída Jihomoravského kraje – sk. C                     | 7                                                           | 26                                                          | 22                                                          | 0                                                           | 4                                                           | 88                                                          | 20                                                          | +68                                                         | 66                                                          | 2.                                                          |
| 2024/25                                  | I. B třída Jihomoravského kraje – sk. C                     | 7                                                           | 26                                                          | 23                                                          | 1                                                           | 2                                                           | 104                                                         | 17                                                          | +87                                                         | 70                                                          | 1.                                                          |

Poznámky:
- 1996/97: Postoupilo taktéž vítězné mužstvo SK Dolní Bojanovice.[13]
- 2008/09: Šardičtí se vzdali postupu do MSFL 2009/10. Místo nich postoupil druhý tým Divize D 2008/09 SK Líšeň.
- 2009/10: Šardičtí se po opětovném vzdání historického postupu přihlásili do okresní soutěže.
- 2019/20: Sezona nedohrána kvůli pandemii covidu-19.
- 2020/21: Sezona nedohrána kvůli pandemii covidu-19.

## TJ Baník Šardice „B“
FK Šardice „B“ je rezervním týmem Šardic, který se pohyboval v okresních a krajských soutěžích. Zanikl po sezoně 2009/10 v souvislosti s pádem A-mužstva do okresních soutěží.

### Umístění v jednotlivých sezonách
Stručný přehled
Zdroj:
- 2001–2002: I. B třída Středomoravské župy – sk. C
- 2002–2005: I. B třída Jihomoravského kraje – sk. C
- 2005–2006: Přebor Jihomoravského kraje
- 2006–2009: I. A třída Jihomoravského kraje – sk. B
- 2009–2010: Základní třída Hodonínska

Jednotlivé ročníky
Zdroj:
Legenda: Z – zápasy, V – výhry, R – remízy, P – porážky, VG – vstřelené góly, OG – obdržené góly, +/− – rozdíl skóre, B – body, červené podbarvení – sestup, zelené podbarvení – postup, fialové podbarvení – reorganizace, změna skupiny či soutěže
| Česko (2001 – 2010) |                                         |        |    |    |   |    |    |    |     |    |        |
| Sezóny              | Liga                                    | Úroveň | Z  | V  | R | P  | VG | OG | +/− | B  | Pozice |
| 2001/02             | I. B třída Středomoravské župy – sk. C  | 7      | 26 | 11 | 7 | 8  | 33 | 34 | −1  | 40 | 5.     |
| 2002/03             | I. B třída Jihomoravského kraje – sk. C | 7      | 26 | 7  | 8 | 11 | 37 | 48 | −11 | 29 | 11.    |
| 2003/04             | I. B třída Jihomoravského kraje – sk. C | 7      | 26 | 14 | 6 | 6  | 52 | 30 | +22 | 48 | 3.     |
| 2004/05             | I. B třída Jihomoravského kraje – sk. C | 7      | 26 | 11 | 7 | 8  | 52 | 40 | +12 | 40 | 6.     |
| 2005/06             | Přebor Jihomoravského kraje             | 5      | 30 | 5  | 2 | 23 | 38 | 99 | −61 | 17 | 16.    |
| 2006/07             | I. A třída Jihomoravského kraje – sk. B | 6      | 26 | 11 | 4 | 11 | 43 | 48 | −5  | 37 | 6.     |
| 2007/08             | I. A třída Jihomoravského kraje – sk. B | 6      | 26 | 11 | 4 | 11 | 38 | 35 | +3  | 37 | 7.     |
| 2008/09             | I. A třída Jihomoravského kraje – sk. B | 6      | 26 | 20 | 3 | 3  | 56 | 15 | +41 | 63 | 1.     |
| 2009/10             | Základní třída Hodonínska               | 10     | 26 | 20 | 2 | 4  | 77 | 17 | +60 | 62 | 1.     |